# Arturo Salazar Larraín
Augusto Arturo Salazar Larraín (Miraflores, 21 de marzo de 1926-Jesús María, 26 de junio de 2020) fue un reconocido periodista, catedrático, abogado y político peruano. Destacado por su defensa del liberalismo en el periodismo donde presidió la Federación de Periodistas del Perú, en el período 1973-1976. En el ámbito político, ejerció como congresista de la república durante el periodo 1995-2000.

## Biografía
Nació en el distrito de Miraflores, ubicado en la ciudad de Lima, el 21 de marzo de 1926. Fue hijo del ferreñafano Sebastián Salazar y Salazar y de Angélica Larraín Vergel.
Estudió en el Colegio de la Inmaculada de Lima, desde el segundo grado de primaria, debido a que el primer grado lo hizo en su hogar. Concluidos sus estudios escolares, a los diecisiete años de edad, ingresó a la Facultad de Ingeniería de la Pontificia Universidad Católica del Perú. Pero la dejó para embarcarse de marino mercante en el buque Marañón de la Compañía Peruana de Vapores.
A los diecinueve años, ingresó a la Universidad Nacional Mayor de San Marcos, donde cursó simultáneamente Letras y Derecho. Fue estudiante de Raúl Porras Barrenechea. Junto con un grupo de amigos universitarios, editó el periódico Epsylon. Se graduó en Derecho con una tesis que mereció el Premio Nacional de Cultura, y se recibió de abogado. Su asesor en su tesis fue el historiador Jorge Basadre, de quien fue por un tiempo secretario personal.
Contrajo matrimonio con Alicia Bustamante Moscoso y tuvieron cuatro hijos: Alicia Salazar Bustamante, Laura Salazar Bustamante, David Salazar Bustamante y Federico Salazar Bustamante, este último reconocida figura actual del periodismo peruano.

## Carrera periodística
Se inició como periodista en la revista Pan, dirigida por Alfonso Tealdo, donde laboró aproximadamente un año. Luego trabajó en la revista Etcétera. Pero su gran salto lo dio al ingresar en los años 1950 al diario La Prensa, de propiedad del destacado Pedro Beltrán, donde trabajó sucesivamente como encargado de tipografía, editor y finalmente columnista. Perteneció a la gran generación de hombres de prensa que revolucionaron el periodismo peruano, entre los que se contaban Alfonso Grados Bertorini, Juan Zegarra Russo, Luis Rey de Castro, Enrique Chirinos Soto, Patricio Ricketts, entre otros.
Permaneció en La Prensa hasta 1974, cuando ocurrió la expropiación del diario por el Gobierno del general Juan Velasco Alvarado.
Junto con otros colegas desplazados de La Prensa, fundó el semanario Opinión Libre, que debido a su éxito se transformó en bisemanario. Pero el Gobierno militar lo cerró y deportó a los periodistas (1974). Arturo pasó a Argentina y luego a Ecuador. Allí se dedicó a la redacción y adaptación de novelas en varias editoriales.
Tras un año de exilio, volvió al Perú y consiguió empleo como asesor general en la Sociedad Nacional de Industrias, donde trabajó a lo largo de dieciocho años. Fue presidente de la Federación de Periodistas del Perú (FPP), en el período 1973-1976.
En 1980, coincidiendo con el fin del Gobierno Revolucionario de la Fuerza Armada, volvió a La Prensa, esta vez como director y accionista. Pero la crisis económica y la competencia llevaron a dicho diario a la quiebra, apareciendo su último número el 27 de julio de 1984.

## Carrera política
Arturo Salazar decidió incursionar en el ámbito político durante las elecciones municipales del año 1963, en donde postuló como concejal de la Municipalidad de Lima por la coalición entre el Partido Aprista Peruano y la Unión Nacional Odriista. Finalmente, Salazar logró ser elegido como concejal para el periodo 1964-1966. Fue nuevamente elegido para el periodo 1967-1969 en las elecciones municipales de 1966.

### Congresista de la república
En las elecciones generales de 1995, Salazar se integró al partido Renovación Nacional liderado por Rafael Rey y postuló al Congreso de la República en las elecciones parlamentarias. Luego logró ser elegido como congresista de la república, obteniendo 2648 votos, para el periodo parlamentario 1995-2000.
Durante su gestión, fue uno de los congresistas muy cercanos al régimen de Alberto Fujimori. También fue «muy amigo cercano» de Vladimiro Montesinos, condenado exasesor presidencial por delitos de corrupción.
Al culminar su gestión, Salazar decidió postular a la reelección en las elecciones parlamentarias del año 2000 por la Agrupación Independiente Avancemos de Federico Salas. Sin embargo, no resultó elegido. Intentó nuevamente en las elecciones de 2001 por Unidad Nacional.
Su última participación en la política fue en las elecciones municipales de 2014 como regidor del distrito de Jesús María por el partido Perú Patria Segura, sin éxito. Desde entonces se retiró de la política y se enfocó en la docencia universitaria.

## Fallecimiento
El 26 de junio de 2020, Arturo Salazar Larraín falleció a los 94 años de edad en su residencia en el distrito de Jesús María.

## Publicaciones
Es autor de los siguientes libros:
- Lima, teoría y práctica de la ciudad (1968)
- La pasión según San Mateo (1975)
- La herencia de Velasco, 1968-1975: el pueblo quedó atrás (1977)
- Y ahora ¿qué? El problema económico del Perú (1979), en colaboración con Pedro Beltrán Espantoso y Juan Zegarra Russo.
- La década perdida (1980), en coautoría con Alfredo Ferrand Inurritegui.
- La mentira sobre la población (1991)
- La mujer, una manera especial de ser humano (2013)